# 723
El 723 (DCCXXIII) fou un any comú començat en divendres del calendari julià.

## Esdeveniments
- Cristianització massiva dels pobles germànics per l'acció de Sant Bonifaci
- Antecessor del rellotge mecànic a la Xina
- El bisbe Bonifaci va fer talar el roure sagrat de Geismar, el principal santuari pagà dels cats, prop de Fritzlar a la Hessen històrica. Va construir amb la seva fusta una capella dedicada a Sant Pere.[1] Aquest esdeveniment marca l'inici de la cristianització de les tribus del nord d'Alemanya.
- Charles Martel va empresonar dos dels seus nebots, Arnulf i Pépin o Godofreu, fill de Drogó de Xampanya, i els va deixar morir a la presó. El seu germà Hug, que li va romandre fidel, va rebre diversos bisbats (Rouen, París, Bayeux, Avranches, Lisieux) i abadies (Jumièges i Saint-Wandrille).[2]